# 洲崎濱宮神明神社

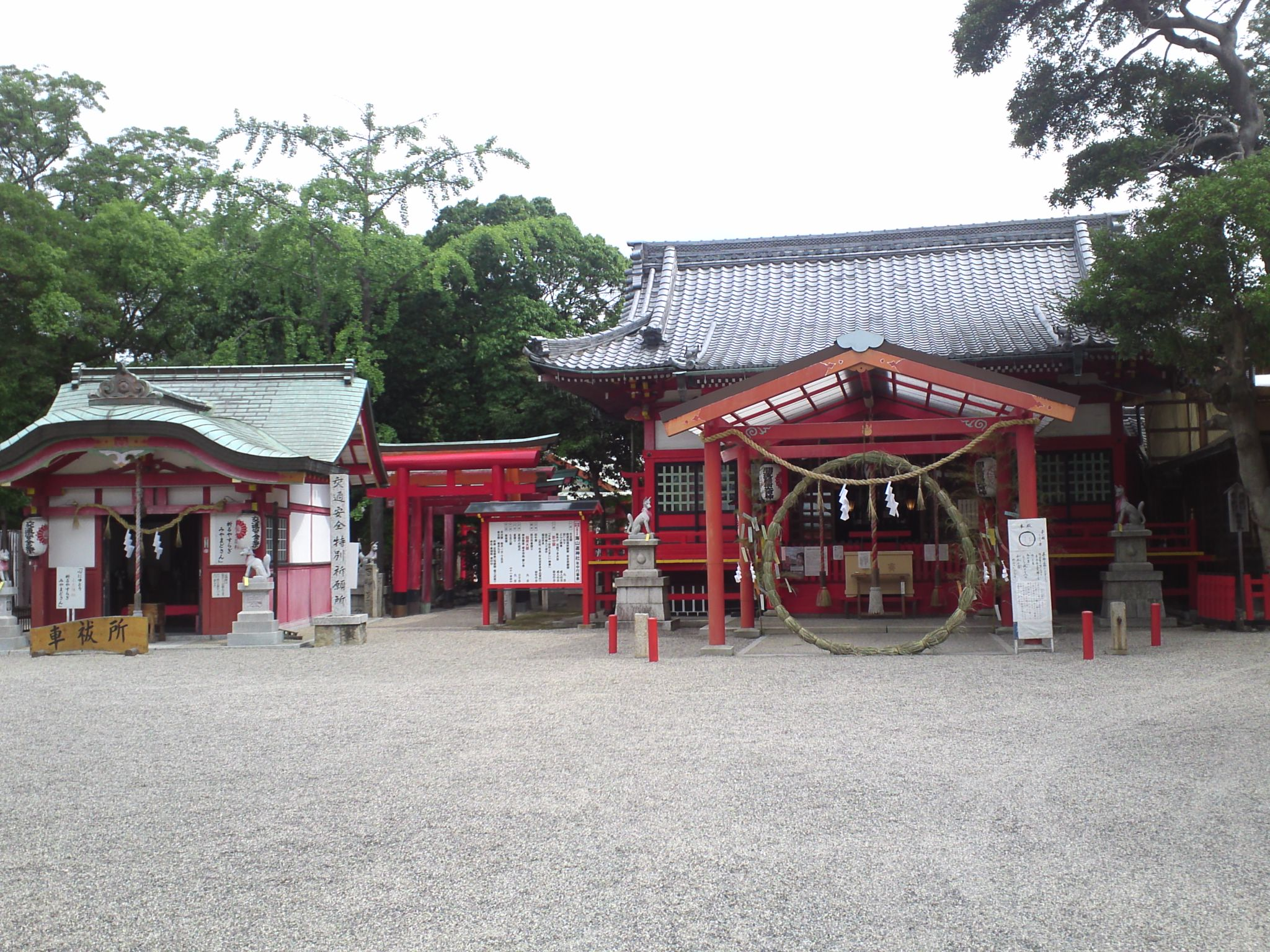
海山道稲荷神社

洲崎濱宮神明神社（すざきはまみやしんめいじんじゃ）は三重県四日市市塩浜地区の海山道（みやまど）にある神社である。

## 概要
濱（はま）の字は、浜や濵にも書かれる。
境内社である海山道稲荷神社（みやまどいなりじんじゃ）の方が大きく、「狐の嫁入り神事」で知られる。
境内には多くの稲荷社や天神社などもあり、総称して「海山道神社」（みやまどじんじゃ）とも呼ばれている。

## 祭神

### 神明神社
- 面足命
- 天照大御神
- 惶根神
- 仁徳天皇
- 建速須佐之男命
- 宇迦之御魂神
- 大山祇命
- 火之迦具土神
- 菅原道真公
- 火産霊神
- 保食神
- 倭姫命

### 稲荷神社
- 倉稲魂神
- 大己貴命
- 太田神
- 保食神
- 大宮能売神

## 概要
876年（貞観18年）創建と伝えられる。平安時代、当地は海浜で洲崎を成していたことから、古来「浜の宮」と呼ばれていた。
稲荷神社の勧請時期は不詳。

## 社殿・境内
境内社に海山道稲荷神社があり、その規模は神明社を凌ぐ。
境内末社は稲荷社だけでも20社以上のほか、日本一の大きさの菅原道真像を祀る天神菅原社や、筆塚、眼鏡塚、狐塚など多くある。

## 祭事・年中行事
- 例大祭：10月3 - 10月5日
- 稲荷大祭：4月8日 - 4月9日
- 狐の嫁入り神事：節分の日に行われる稲荷神社の厄祓い行事。
  - 境内の福徳稲荷社の娘狐が、同じ境内の助四郎稲荷社へ嫁入りするという設定で行われる。その年の厄年の男女が狐の新郎新婦に扮し、福引券入りの福豆まきも行われる。

## 所在地
- 三重県四日市市海山道町1-62

## 交通
- 近鉄名古屋線 海山道駅下車、徒歩ですぐ。